# Décora

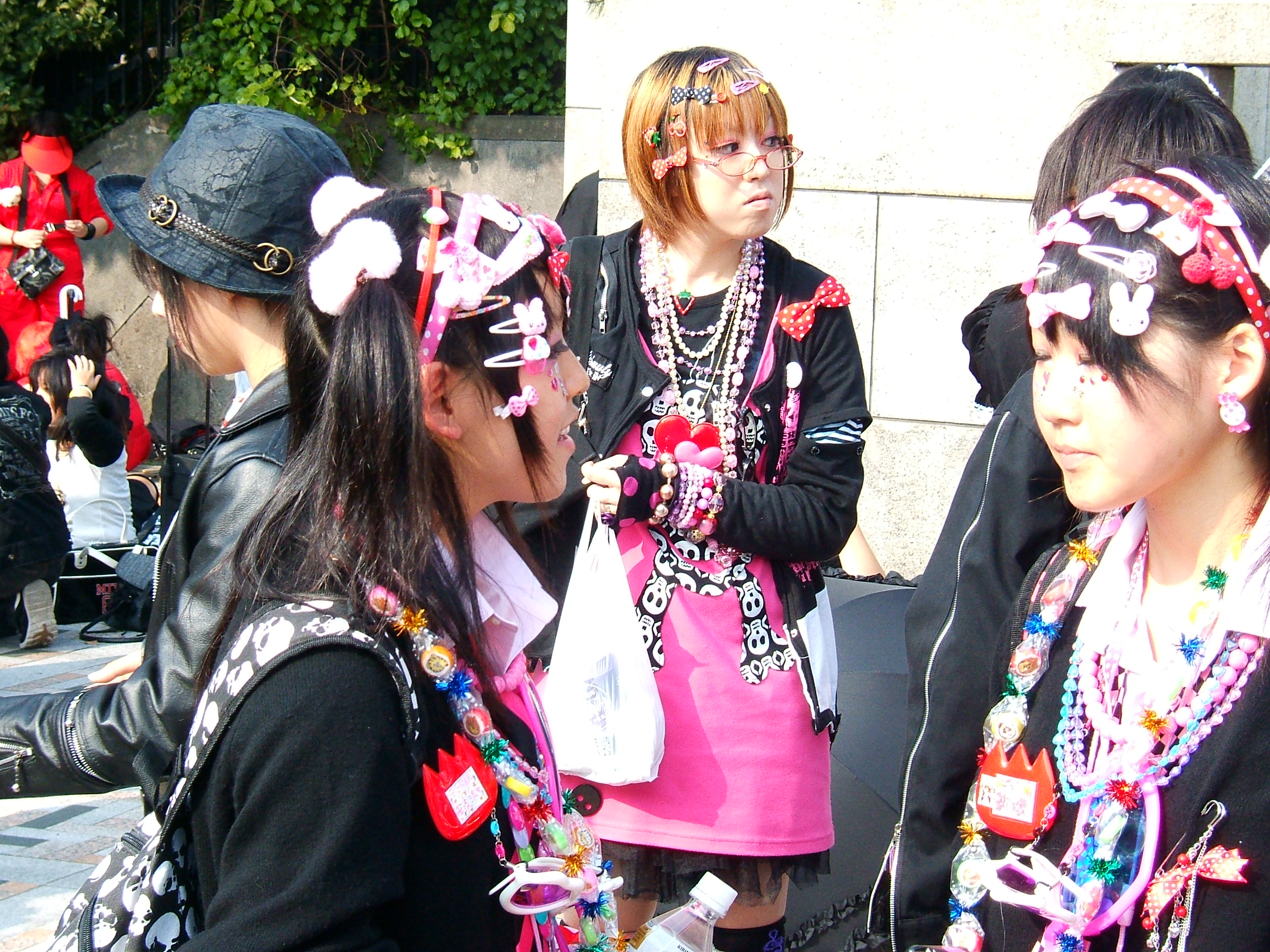
Groupe Decora à Harajuku.

Le style « Decora » (デコラ, abréviation pour « décoration ») est une mode japonaise.

## Origines
Le style Decora est un style assez excentrique qui est apparu à Harajuku (Tokyo) dans le début des années 2000. Il s'inscrit dans la culture populaire alternative japonaise et la mode urbaine tokyoïte.
Les premiers regroupements de decora connus se déroulent alors sur le pont de la Gare de Harajuku.
Il n'y a pas vraiment de règles vestimentaires, si ce n'est l'accumulation d'accessoires, de vêtements et l'exagération du « kawaii » (mignon, en japonais). Les Decora se distinguent des Fruits (leurs « ancêtres ») en portant un grand nombre de barrettes colorées, de colliers, de bracelets, et en superposant des paires de chaussettes.

## Évolution
Après une baisse de popularité dans la deuxième moitié des années 2010, le style a connu une renaissance sous le nom de "neodecora" à partir de 2021. Bien que le neodecora soit toujours centré sur l'accumulation d'accessoires, il est plus varié dans sa "base". N'importe quel style vestimentaire peut devenir du neodecora en ajoutant des accessoires. La communauté japonaise est principalement gérée et promue par les shopgirls de la marque 6% dokidoki (twinkle pink, T yen, Maritei) qui organisent régulièrement des "Decora days".

## Différentes sous-catégories
Il existe plusieurs sous-catégories de Decora ; 
- Black Decora ou Kuro Decora. Les tenues sont alors a dominante noires et les motifs mignons se mélangent à d'autres plus sombres. Par exemple on remarque que des mascottes kawaii comme Kuromi sont plus souvent employé par les black decora que d'autres mascottes.
- Deco-lolita ou Sweet-decora. C'est le mélange entre deux modes Tokyoïtes qui sont le decora et la mode lolita. Les tenues sont souvent composées de robes lolita (tels qu'en créent les marques Angelic Pretty, etc.) agrémentées d'accessoires à profusion et de mascottes kawaii, bref des parures decora habituelles.
- Sailor Decora, où les tenues sont composés avec l'uniforme (sailor fuku) de l'établissement scolaire de l'adolescent(e), auquel sont rajoutés les accessoires.
- Pink Decora, elles portent beaucoup de rose comme leur nom l'indique. Elles peuvent mélanger le rose avec du blanc, du rouge.

Le Pink Decora est très populaire, les tutus sont très communs sur les pink decoras.
- Angura Decora, c'est une sorte de decora portant un Yukata ou bien un kimono.
- Kigurumi Decora, c'est une sorte de decora portant un Kigurumi cette fois-ci.

## Les décoras dans le Monde
La mode s'est répandue partout dans le monde et plusieurs communautés se sont créés dans d'autres pays
- La Rainbow Team regroupait les decoras francophones, mais aussi les autres styles de Harajuku. Une communauté neodecora organise régulièrement des meetup depuis 2023

- Il existe aussi les Deco Rangers, groupe de decoras allemandes
- Une communauté existe aussi au Mexique.